# サン・パブロ (ロレート県)
座標: 南緯3度27分4.08秒 西経72度52分4.08秒 / 南緯3.4511333度 西経72.8678000度
サン・パブロ（スペイン語: Distrito de San Pablo）は、ペルーロレート県の地区。中心地はサン・パブロ・デ・ロレート（スペイン語: 
San Pablo de Loreto）。
サン・パブロ・デ・ロレートは、1926年にアマゾン川南岸（右岸）に開拓された。イキトスから208.4マイル (335.4 km)離れたこの地に、ハンセン病患者が集められた。ハンセン病療養所に加え、1943年には牧師が礼拝堂に派遣され、1948年には修道女によって学校が設立されている。
1993年10月19日、マリスカル・ラモン・カスティリャ郡の一部として、地区としての地位を得た。
交通手段はイキトスから、陸路または水路にて到達可能である。

## 関連作品
チェ・ゲバラとアルベルト・グラナードが1952年に療養所を訪れ、チェ・ゲバラ モーターサイクル南米旅行日記に記録が残されている。2004年の映画モーターサイクル・ダイアリーズでは、この記述を元にして取り上げられた。
マリオ・バルガス・リョサの緑の家では、フシーアの最期の地として描かれている。